# Grand-Fort-Philippe
Grand-Fort-Philippe är en kommun i departementet Nord i regionen Hauts-de-France i norra Frankrike. Kommunen ligger i kantonen Gravelines som tillhör arrondissementet Dunkerque. År 2022 hade Grand-Fort-Philippe 4 901 invånare.

## Befolkningsutveckling
Antalet invånare i kommunen Grand-Fort-Philippe
| Referens: INSEE |